# Britta Carlson
Britta Carlson (* 3. März 1978 in Kiel) ist eine ehemalige deutsche Fußball- und Nationalspielerin. Seit 2025 ist sie als Trainerin der Frauenmannschaft des 1. FC Köln tätig.

## Spielerkarriere

### Vereine
Carlson begann 1986 beim TSV Altenholz mit dem Fußballspielen. Anschließend spielte sie für die SV Friedrichsort. Dem Jugendalter entwachsen wechselte sie zur Saison 1995/96 zum Schmalfelder SV. Als Zweiter der Regionalliga Nord und der anschließend erfolgreichen Aufstiegsrunde für die Gruppe Nord der seinerzeit zweigleisigen Bundesliga spielte sie mit ihrer Mannschaft dort nur eine Saison lang. Als Siebter der Gruppe Nord scheiterte ihre Mannschaft in der Gruppe 2 der Relegation für die Folgesaison der eingleisigen Bundesliga. Nach einer Saison in der Regionalliga Nord, die als Siebtplatzierter beendet werden konnte, zog der Verein seine Frauenfußballabteilung für die kommende Saison zurück. So kam sie bis Saisonende 2000/01 in der Verbandsliga Niedersachsen zum Einsatz.
Zur Saison 2001/02 wurde sie vom Bundesligaaufsteiger Hamburger SV verpflichtet, für den sie alle Saisonspiele bestritt; sie debütierte am 19. August 2001 bei der 0:5-Niederlage im Auswärtsspiel gegen den FFC Brauweiler Pulheim. Aufgrund des Abstiegs schloss sich eine Saison in der Regionalliga Nord an, aus der sie mit den Hamburgern als Meister in die Bundesliga zurückkehrte. Ihr einziges Saisontor, zugleich ihr erstes Bundesligator in allen 22 Punktspielen, erzielte sie am 13. Juni 2004 (22. Spieltag) beim 7:2-Sieg im Heimspiel gegen den VfL Wolfsburg mit dem Treffer zum 5:2 in der 80. Minute.
Von 2004 bis 2007 spielte sie für den 1. FFC Turbine Potsdam, mit dem sie in dieser Zeit den UEFA-Women’s-Cup, die Meisterschaft und zweimal den Vereinspokal gewann. Nach Differenzen mit dem Potsdamer Trainer Bernd Schröder wechselte sie im Januar 2007 zum VfL Wolfsburg. 2008 beendete sie aufgrund anhaltender gesundheitlicher Probleme ihre aktive Karriere.

### Nationalmannschaft
Carlson bestritt im Zeitraum von 2004 bis 2007 31 Länderspiele für die A-Nationalmannschaft, in denen ihr vier Tore gelangen. Ihr Debüt als Nationalspielerin hatte sie am 4. März 2004 in Fürth bei der 0:1-Niederlage im Testspiel gegen die Nationalmannschaft Chinas mit Einwechslung für Ariane Hingst in der 68. Minute. Ihr erstes Länderspieltor erzielte sie am 25. September 2004 in Příbram beim 5:0-Sieg im letzten Qualifikationsspiel der Gruppe 4 für die vom 5. bis 19. Juni 2005 in England stattfindende Europameisterschaft gegen die Nationalmannschaft Tschechiens mit dem Treffer zum 4:0 in der 79. Minute.
Bei den Olympischen Sommerspielen 2004 in Athen gewann Carlson mit dem deutschen Team die Bronzemedaille durch einen 1:0-Sieg gegen das schwedische Team. Am 16. März 2005 wurde die Mannschaft von Bundespräsident Horst Köhler mit dem Silbernen Lorbeerblatt geehrt. Am 19. Juni 2005 gewann Carlson mit der A-Nationalmannschaft die in England ausgetragene Europameisterschaft durch einen 3:1-Sieg gegen Norwegen.

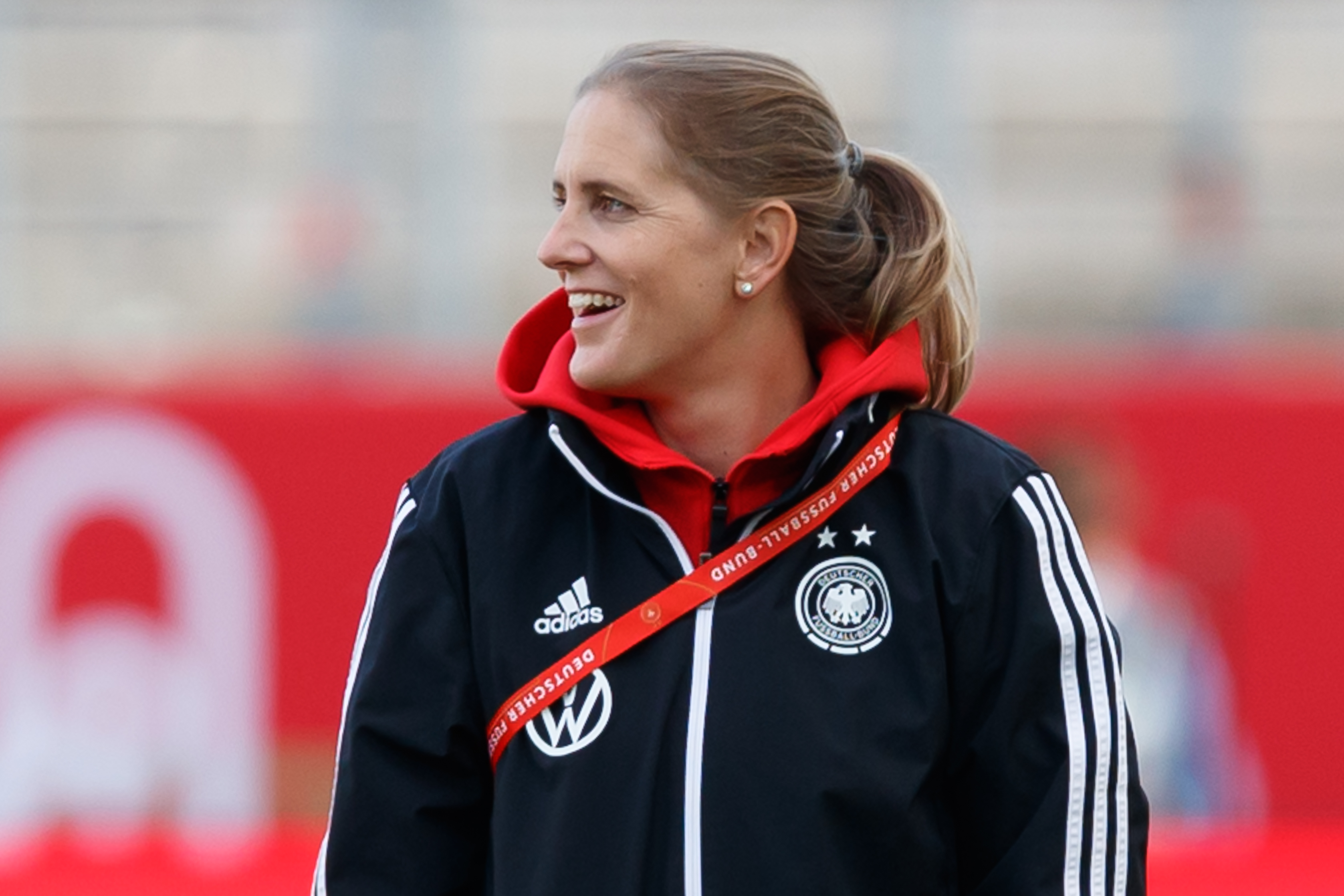
Carlson als Co-Trainerin
der Nationalmannschaft (2021)

## Trainerkarriere
Von 2008 bis 2018 war Carlson mehrere Jahre als Co-Trainerin des VfL Wolfsburg tätig. Sie ist Inhaberin der B- und A- und UEFA-Pro-Trainerlizenz. Zum Erwerb ihrer Pro Lizenz hat sie als Verbandssportlehrerin gearbeitet und als Trainerin der U17-Juniorinnen-Nationalmannschaft gearbeitet. Ende April 2011 gab sie für Wolfsburg im Rahmen des Bundesliga-Cups ein kurzes Comeback als aktive Spielerin.
2012 gewann sie als Co-Trainerin der U17-Juniorinnen-Nationalmannschaft den Europameistertitel in der Schweiz. Ab Juni 2018 war sie als Co-Trainerin der Frauen-A-Nationalmannschaft tätig, wo sie Vize-Europameisterin 2022 und Bronzemedaillen-Gewinnerin bei den Olympischen Spielen 2024 wurde.
Anfang 2025 übernahm sie den Trainerposten beim 1. FC Köln, wo sie einen Vertrag bis Mitte 2026 unterschrieb.

## Erfolge
Spielerin
- Europameister 2005
- UEFA-Women’s-Cup-Sieger 2005
- Deutscher Meister 2006
- DFB-Pokal-Sieger 2005, 2006
- Meister Regionalliga Nord 2003 und Aufstieg in die Bundesliga

Trainerin
- U17-Europameister 2012
- Vize-Europameister 2022 (Co-Trainerin)
- UEFA-Women’s-Champions-League-Sieger 2014 (Co-Trainerin)
- Deutscher Meister (3):  2014, 2017, 2018 (jeweils Co-Trainerin)
- DFB-Pokalsieger (4): 2015, 2016, 2017, 2018 (jeweils Co-Trainerin)

## Sonstiges
Nach der bestandenen Abiturprüfung absolvierte sie eine Ausbildung zur Bankkauffrau und war seitdem neben dem täglichen Training für verschiedene Unternehmen tätig. Seit dem 2. Juli 2006 ist sie mit Nils Göttsche verheiratet.
Gemeinsam mit den ehemaligen Nationalspielerinnen Sandra Minnert und Renate Lingor sowie der Sportschützin Manuela Schmermund war sie WM-Botschafterin für die Fußball-Weltmeisterschaft der Frauen 2011.